# Bramanisme

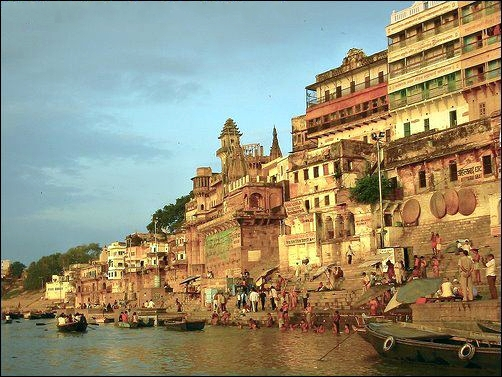
Vista parcial de la ciutat santa de Benarés

El bramanisme (del sànscrit ब्राह्मण brāhmaṇa) és un sistema social i religiós de l'Índia (vers 900 - 400 aC) intermediari entre el vedisme (vers 1800 - 900 aC) i l'hinduisme (estructurat a partir del 400 aC), que es fonamenta en la divisió de la societat en castes hereditàries. Es tracta d'una visió bàsicament ritualista del Rigveda (primers texts vèdics) que es desprèn dels vedes posteriors (Yajurveda, Samaveda) i d'altres obres com els Brahmana o el Manusmriti. Aquesta preponderància del ritualisme va permetre que la influència de la casta dels bramans esdevingués dominant a l'Índia fins a la instauració de la democràcia.

## Derivat del vedisme
El bramanisme derivà del vedisme, primitiva religió panteista dels indoaris, fonamentada en les ensenyances dels Vedes (segle xiv aC). Conservà les divinitats de l'antic panteó vèdic, però les creences es transformaren i es forjaren dogmes metafísics com el principi del karma (segons el qual la conducta humana determina més enllà de la mort la condició futura) i la metempsicosi (transmigració de l'ànima en el moment de la mort). I en sorgí una poderosa i privilegiada casta sacerdotal, la dels bramans, conforme amb els rígids preceptes del Manava-Darma-Sastra, o Manu Smriti (antiga civilització índia).

## Nebramanisme o hinduisme
S'ha dit que milions d'indis reprimits per les severes lleis religioses, pel jou de les castes i per un destí inevitable i terrible, sentiren de sobte un alleujament d'amor i d'esperança amb la prèdica de Siddharta Gautama. Una nova moral, la del credo budista, caracteritzà la vida i l'art dels hindús durant mil anys. Però en el segle viii desaparegué, desplaçada pel renaixement de l'antiga religió bramànica, si bé profundament reformada pel budisme, al qual absorbí.
La denominació de ne bramanisme abraça en l'actualitat una multiplicitat de religions i sectes en constant mutació. El fons comú de totes elles, el trobem en la tendència monoteista de l'ànima, no obstant els milers de déus concebuts per la impressionant imaginació hindú.
Quan un hindú devot concep el seu déu d'una manera particular i amb determinats atributs, pot fundar una secta, i esdevé guru (conductor) dels seus seguidors.
Entre aquestes innumerables sectes del ne bramanisme hi ha en l'actualitat dos cultes dominants: el de Xiva i el de Vixnu, les dues grans divinitats més venerades a l'Índia. Les dues formen, amb Brama, una trinitat anomenada trimurti. Brama, el creador de tot el que existeix, essència de poder, intel·ligència i bondat, és el déu més poderós. Però no és especialment venerat, perquè manca d'aparença objectiva; es troba en l'ànima suprema i intangible que anima totes les criatures.

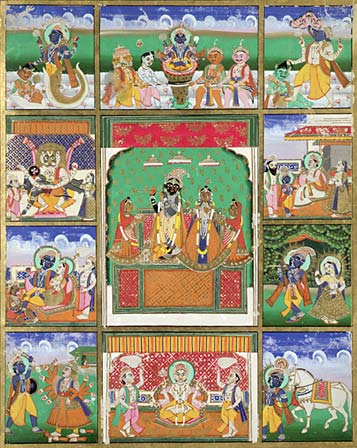
Diversos avatars de Vixnu

## Xivaisme
El culte de Xiva pot semblar desconcertant per a la mentalitat occidental: és el déu de la destrucció, així com Brama és el de la creació i Vixnu de la conservació. Malgrat tot, en la concepció dels hindús, la vida és una constant mutació, una eterna transformació sense principi ni fi, animada pel terrible Xiva. Una constant destrucció o transformació dona a les coses i als éssers una aparença il·lusòria i canviant. Néixer i morir són també aparences. La fecunditat de la terra i de l'espècie es consuma en cicles de vida i de mort, mercès a Xiva, que, en ser el perpetu destructor, permet la constant procreació i transformació de tot el que existeix.
Xiva potser és el déu més antic. Hi ha qui l'identifica amb Agni, l'antiga divinitat del foc. En el segle xii, Bhairarasa fundà la secta dels lingayats, adoradors de Xiva. Com a símbol de la transformació fecunda, se l'associà a Kali, la seva esposa, i a tots dos se'ls brindà un culte de ritus sanguinaris i orgiàstics, la ressaca dels quals encara subsisteix en certa secta de fanàtics anomenats els xivaïtes de la mà esquerra.

## El vixnuisme
Per als hindús, Vixnu el déu de l'amor i de la fe; es manifesta en formes molt diverses, ja com un heroi mític, ja com un animal o en altres moltes formes. Aquestes encarnacions, anomenades avatars de Vixnu, de les quals deu són les més importants, motiven cultes especials. Quan els missioners predicaren la doctrina de Crist, es trobaren que, en molts casos, aquest era entès pels hindús com si fos un dels avatars de Vixnu.
Hi ha en el vixnuisme dues encarnacions que abracen la major popularitat: Rama i Krixna. Rama és l'heroi del Ramayana, les famoses epopeies nacionals. Ambdós són venerats com a personificacions de Vixnu. Rama és l'espòs de la fidel i abnegada Sita (i com Vixnu ho és de Lakshmi, dea de la bellesa), i pel seu amor complí les descomunals gestes de la conquista de l'Índia. Krixna és l'amant seductor de totes les dones; per això aquestes li tributen un culte apassionat.

## Ritus i idolatries dels cultes ne-bramànics
Les sectes dels ne-bramànics comparteixen la devoció popular dels hindús amb la veneració dels genis de l'aire i dels animals malvats. La serp i la vaca són els més venerats. Cap poble de l'Índia els nega l'homenatge diví. Els budistes del Nepal, els bramans de la vall del Ganges, els salvatges de Gondwana, eviten igualment com el pitjor dels crims la mort d'una vaca o d'una serp. La imatge d'aquest últim animal està en tots els temples al costat de les estàtues dels déus. Se la consagra a Vixnu, com el mico, mentre que el brau i la vaca pertanyent més aviat a Xiva.

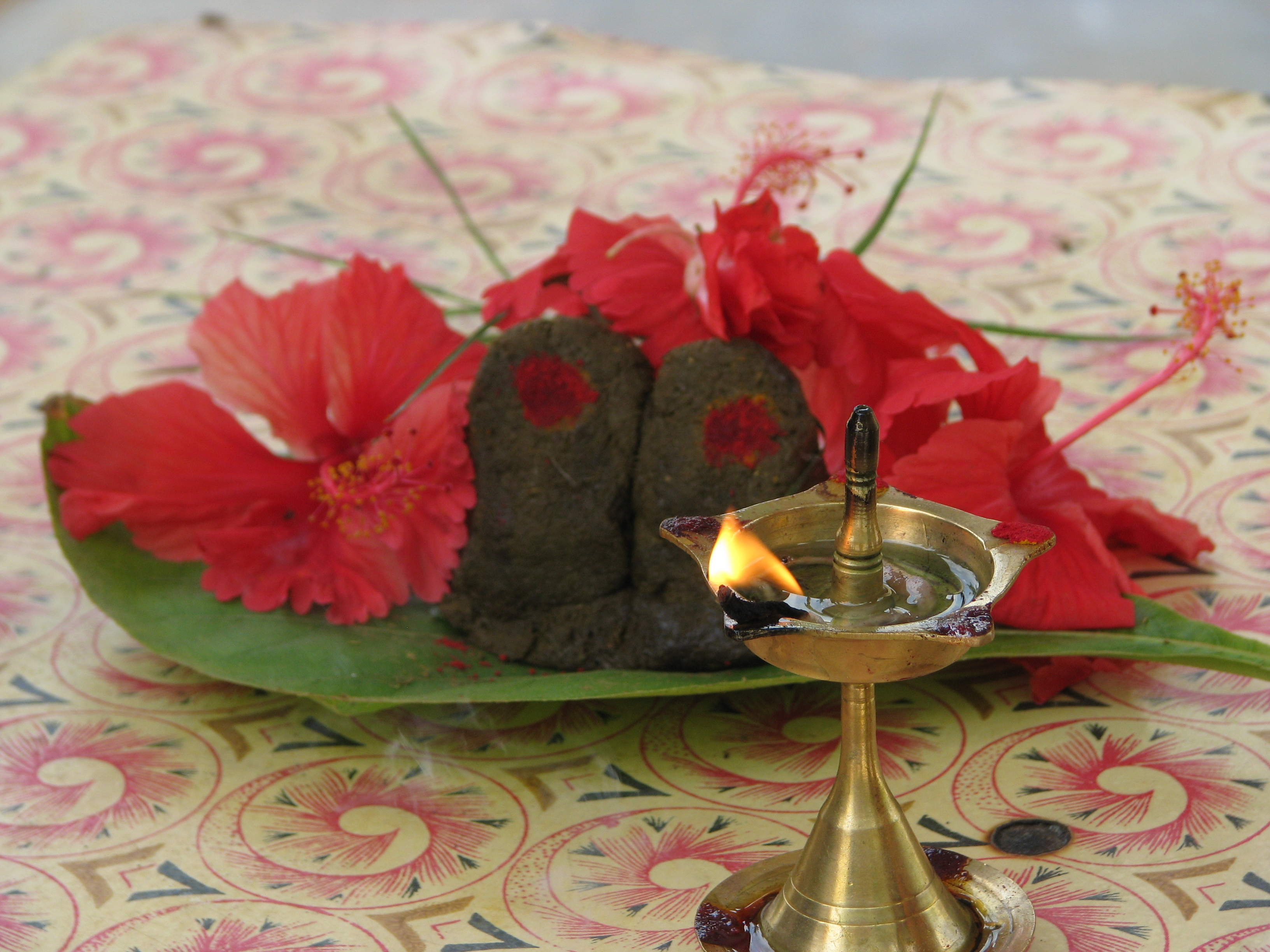
Oferiments a la dea Xiva

Els hindús, qualsevol que sia la secta a la qual pertanyen, repeteixen a cor les seves pregàries: ajudant la seva memòria amb certa espècie de rosaris, compleixen penitències, mortificacions i vots pietosos. Centenars de milers de peregrins concorren als santuaris i llocs sagrats com Benarés (on tot hindú anhela arribar almenys una vegada en la vida), i els marges del Ganges, el riu sagrat en les aigües del qual es purifiquen els fidels.
L'hinduisme compromet els seus fidels durant tota la seva vida amb ritus de consagració, el primer dels quals és el del naixement. Equival al baptisme catòlic; però en comptes de posar sal en la boca del petit, se li dona, amb una cullereta d'or, mel fosa amb mantega.
La primera sortida de la casa (als quatre mesos), el primer aliment sòlid (als sis mesos), i el primer tall de cabell (als tres anys), també comporten determinades cerimònies.
A una edat variable, segons les castes, entre els 8 i els 24 anys, té lloc la iniciació (upanayana). El jove és confiat a un mestre espiritual perquè li ensenyi els veda i resti al seu servei fins al moment de casar-se, dormint sobre el terra nu i tallant la llenya per al foc sagrat.
Molt important és el ritu del matrimoni, que s'efectua al costat del foc sagrat, que no s'ha de deixar apagar en cap llar. Al redós d'aquest foc els esposos efectuen tres voltes, ella hi aboca grans d'arròs, ell recita versos dels Vedes. Després fan junts set passes i la cerimònia resta conclosa.
Quan ha esdevingut cap de família, el jove hindú presideix els ritus domèstics; realitza les ofrenes quotidianes als déus i als esperits dels avantpassats; recita els texts sagrats i s'ocupa del culte dels morts. Els cadàvers són cremats; solament els dels ascetes i dels infants menors de dos anys són soterrats.
Per contra, per als grans ritus i els grans sacrificis és necessari l'obra dels sacerdots. Només els bramans coneixen l'art i el secret d'aquestes complicades cerimònies, que no admeten el menor equívoc.